# Hollywood Zap!
Pour plus de détails, voir Fiche technique et Distribution.
Hollywood Zap! est un film américain réalisé par David Cohen, sorti en 1986.
C'est l'un des premiers films à faire la part belle à la culture du jeu vidéo.

## Fiche technique
- Titre : Hollywood Zap!
- Réalisation : David Cohen
- Scénario : David Cohen
- Musique : James Ackley
- Photographie : Tom Fraser
- Montage : Richard E. Westover
- Production : Ben Frank et Bobbi Frank
- Société de production : Ben/Bar Prods., Protovision Prods. et Troma Entertainment
- Société de distribution : Troma Entertainment (États-Unis)
- Pays de production :  États-Unis
- Genre : Comédie
- Durée : 88 minutes
- Dates de sortie : 
  - États-Unis : Novembre 1986 (cinéma)
  - États-Unis : 1er janvier 1996 (vidéo)

## Distribution
- Ben Frank : Nash
- Ivan E. Roth : Tucker « Downer » Downs
- De Waldron : Tee Tee
- Neil Flanagan : sœur Grace E. Magno
- Anne Gaybis : Debbie
- Claude Earl Jones : oncle Lucas
- Chuck Mitchell : M. Prideman
- Walter Stocker : le prêtre
- Tony Cox : Kong

## Production
Le film a été produit avec un budget de 350 000 $